# Michális Dórizas
Mikhaíl ou Michális M. Dórizas (en grec moderne : Μιχαήλ ou Μιχάλης Μ. Δώριζας ; né le 16 avril 1886 à Constantinople et décédé le 21 octobre 1957 à Philadelphie) est un athlète grec spécialiste des lancers. Affilié à l'Athletic Association of Robert College, il mesurait 1,77 m pour 106 kg.

## Biographie

### Palmarès
| Date | Compétition                   | Lieu      | Résultat | Épreuve             | Performance |
| ---- | ----------------------------- | --------- | -------- | ------------------- | ----------- |
| 1906 | Jeux olympiques intercalaires | Athènes   | 3e       | Poids (6,4 kg)      | 18,585 m    |
| 1908 | Jeux olympiques d'été         | Londres   | 5e       | Disque style grec   | 33,34 m     |
| 1908 | Jeux olympiques d'été         | Londres   | 2e       | Javelot style libre | 51,36 m     |
| 1912 | Jeux olympiques d'été         | Stockholm | 11e      | Poids               | 12,05 m     |
| 1912 | Jeux olympiques d'été         | Stockholm | 13e      | Disque              | 39,28 m     |

### Records
| Épreuve           | Performance | Lieu | Date |
| ----------------- | ----------- | ---- | ---- |
| Lancer du poids   | 13,57 m     |      | 1914 |
| Lancer du disque  | 42,15 m     |      | 1912 |
| Lancer du javelot | 55,10 m     |      | 1907 |